# Кшимув (Західнопоморське воєводство)
Кшимув (пол. Krzymów, нім. Hanseberg) — село в Польщі, у гміні Хойна Грифінського повіту Західнопоморського воєводства.
Населення — 659 осіб (2011).
У 1975-1998 роках село належало до Щецинського воєводства.

## Демографія
Демографічна структура станом на 31 березня 2011 року:
|          | Загалом | Допрацездатний вік | Працездатний вік | Постпрацездатний вік |
| -------- | ------- | ------------------ | ---------------- | -------------------- |
| Чоловіки | 330     | 60                 | 243              | 27                   |
| Жінки    | 329     | 69                 | 200              | 60                   |
| Разом    | 659     | 129                | 443              | 87                   |